# Torstein Bae
Torstein Bae, född 3 april 1979 i Oslo, är en norsk schackspelare och jurist. Han var ordförande i Norges schackförbund 2004–2007. Sedan 2013 har han varit kommentator för NRK Sjakk, något som han 2020 belönades för med Riksmålsforbundets TV-pris.